# III. kézközépcsont

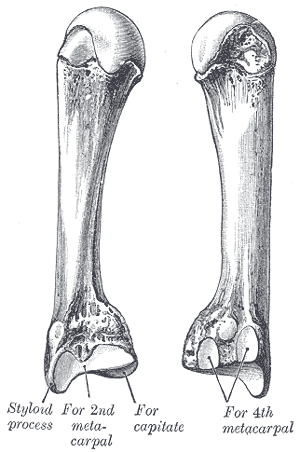
A III. kézközépcsont

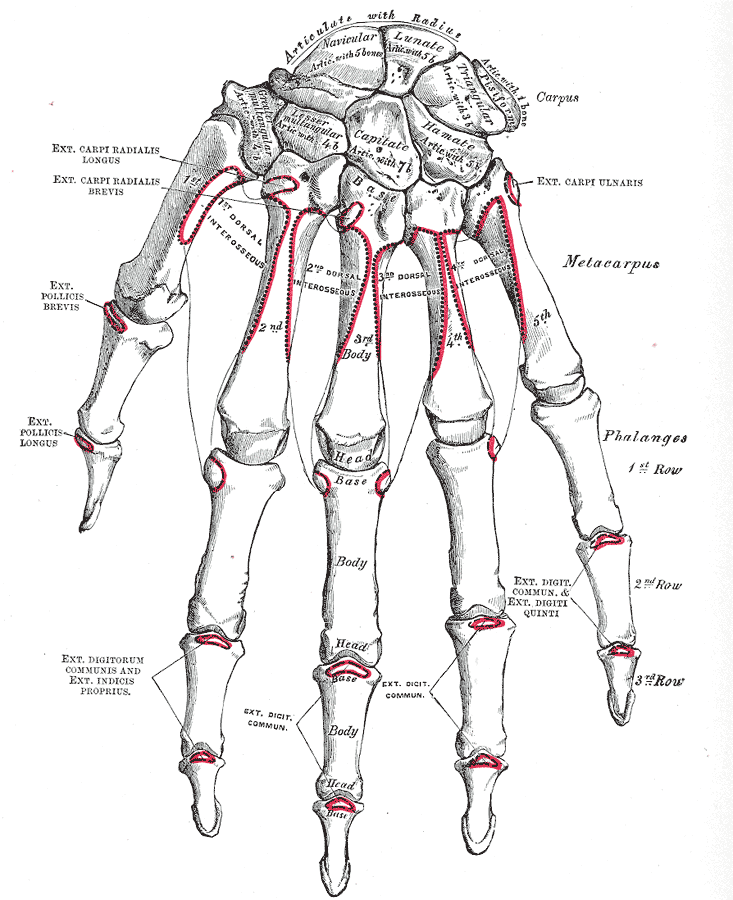
a kéz csontjai

A III. kézközépcsont (ossa metacarpalia III) kicsit rövidebb mint a II. kézközépcsont.
Van egy piramis alakú kiemelkedés az alapján dorsalis nézetből egy styloideus nyúlvány, mely az os capitatum fölé nyúlik. Itt van egy durva felszín, melyen a musculus extensor carpi radialis brevis tapad. A carpalis felszín hátulról konkáv, felülről sima és az os  capitatummal ízesül. A radialis oldalon van egy sima, konkáv felszín a II. kézközépcsont befogadására. Az ulnaris oldalon két kicsi felszín van a IV. kézközépcsont befogadására.